# Йоахім Пайпер
Йоахим Пайпер (нім. Joachim Peiper; 30 січня 1915, Берлін — 14 липня 1976, Трав) — німецький офіцер Ваффен-СС, штандартенфюрер СС, кавалер Лицарського хреста Залізного хреста з Дубовим листям та Мечами.

## Ранні роки
Йоахим Пайпер народився 30 січня 1915 року в родині 37-річного капітана імператорської армії Вольдемара Пайпера і його дружини Шарлотти в берлінському районі Вільмерсдорф. Він був третьою дитиною в сім'ї, де було ще два сини: Ганс і Хорст. Хоча сім'я в цей момент і проживала в Берліні, батько Йохена не був корінним берлінцем. Він походив із консервативної прусської сім'ї, яку можна віднести до середнього класу, і був родом із сілезького міста Бреслау. Під час Першої світової війни Вольдемар Пайпер брав участь в боях в Африці в складі загонів Леттов-Форбека.
У 1921 році Пайпер вступив у молодшу школу в Берліні, а після її закінчення в старше реальне училище імені Гете. Ще під час навчання в училищі, він на початку 1933 року вступив у Гітлерюгенд, а потім — 16 жовтня 1933 року — був прийнятий в СС претендентом. 23 січня 1934 року, після закінчення випробувального терміну, 19-річний Пайпер став повноправним членом СС. А ось членом НСДАП він так до кінця війни і не став. Високий, стрункий, зі світло-русявим волоссям і правильними рисами обличчя, Йоахим Пайпер був ідеалом арійця, як його розуміли нацисти. А його юнацький ідеалізм, завдяки якому він сприймав всі доктрини СС і Гітлера, разом з хоробрістю і готовністю виконувати накази командирів робили його тією людиною, яких шукав Гіммлер для своїх елітних загонів. Навчання Пайпер фактично закинув — хоча воно і давалася йому вкрай легко — і став все активніше брати участь у різних справах СС. А командування, в свою чергу, активно залучало хлопця до різних публічних заходів. Під час Імперського партійного з'їзду 4-9 вересня 1934 року молодий СС-штаффельманн був прикомандирований до чинів дипломатичного корпусу для супроводу дипломатів. Його поведінка була ідеальною, і в нагороду за хорошу службу 7 вересня 1934 року він отримав звання Штурмманн СС, а 15 жовтня того ж року — Роттенфюрер СС.
Після закінчення училища Пайпер вже вирішив пов'язати свою подальшу службу з воєнізованими підрозділами нацистської партії. 6 січня 1935 року він був офіційно включений до складу частин посилення СС і 1 березня 1935 року одержав звання унтершарфюрера СС. Командування відразу ж звернуло на нього увагу: не тільки ідеальні зовнішні дані і прекрасна фізична форма цьому сприяли. Велику роль зіграв і розум Пайпера та його безумовні таланти, які дали б йому можливість зробити блискучу кар'єру в будь-якій області. Молодого перспективного унтер-офіцера негайно відправили на навчання: спочатку на курси «Лейбштандарт СС Адольф Гітлер» в Ютербог. 1 квітня 1935 року Пайпер успішно склав випускний іспит на звання кандидата в офіцери СС, однак його успіхи не були надто великими, як можна було припускати: вердикт приймальної комісії був «відносно придатний». Після цього було ухвалено рішення про продовження його навчання, і 24 квітня 1935 року він був зарахований на 1-й курс створеного Паулем Хауссером юнкерського училища СС в Брауншвейзі — там готували офіцерські кадри для майбутніх військ СС. В училищі успіхи Пайпера були дещо кращими, ніж на курсах в Ютербозі, і 9 листопада 1935 року він отримав звання штандарт-юнкера СС. З 10 лютого по 30 березня 1936 року, все ще бувши слухачем старшого курсу училища, Пайпер проходив стажування на курсах командирів взводів в Дахау. Під час відрядження в Дахау він отримав чергове звання оберштандарт-юнкера СС.
1 квітня 1936 року, успішно завершивши курс навчання в Брауншвейзі, Йоахим Пайпер був відряджений в Лейбштандарт СС Адольф Гітлер і в кінці місяця — 20 квітня 1936 року — отримав своє перше офіцерське звання унтерштурмфюрера СС. Йому був 21 рік, що цілком вкладалося в загальноприйняті в Німеччині правила не тільки в СС, а й у Вермахті. 1936 року, здавши спортивні нормативи, Пайпер отримав право носити Імперський спортивний значок в бронзі і Спортивний значок СА в бронзі. Крім того, до війни він, як і більшість офіцерів СС, був нагороджений почесним кинджалом СС і перснем «Мертва голова».
18 лютого 1938 року Пайпер очолив взвод 11-го штурму, а 18 лютого 1938 року став ад'ютантом 3-го штурмбанну. У складі Лейбштандарту він взяв участь в «Квіткових війнах» — безкровних операцій, що завершилися приєднанням до Німеччини Австрії та Судетської області. Після них він отримав право на носіння Медалі у пам'ять 13 березня 1938 року і Медалі у пам'ять 1 жовтня 1938 року. Однак дуже скоро — вже 4 липня 1938 року — він був відряджений з Лейбштандарту в особистий штаб рейхсфюрера СС для виконання ад'ютантських обов'язків. Значну роль в цьому зіграв, звичайно ж, його зовнішній вигляд: керівники Третього рейху — і Гіммлер не був тут винятком — завжди дуже любили, щоб їхні ад'ютанти відповідали всім вимогам, що висуваються расистською ідеологією до зовнішнього вигляду «істинного арійця». А Пайпер в цьому відношенні був ідеальною кандидатурою.
30 січня 1939 року Пайпер став оберштурмфюрером СС і в той же день його призначили 2-м ад'ютантом рейхсфюрера СС. На цій посаді він постійно перебував біля Генріха Гіммлера, виконував його особисті доручення, в тому числі зв'язувався з комендантами концентраційних таборів. 1 червня 1939 йому було доручено виконання обов'язків 1-го ад'ютанта рейхсфюрера СС — справа в тому, що колишній 1-й ад'ютант рейхсфюрера СС Карл Вольф отримав нове призначення начальником Головного управління Особистого штабу рейхсфюрера СС і не міг вже повною мірою виконувати свої безпосередні ад'ютантські обов'язки. На цій посаді Пайпер залишався під час Польської кампанії, супроводжуючи Гіммлера під час його поїздки до Польщі.
У 1938 році ад'ютант рейхсфюрера СС познайомився зі співробітницею секретаріату Генріха Гіммлера Зігурд Хінріхсен (вона народилася в 1912 році і була, таким чином, майже на три роки старшою за Йоахима). Між молодими людьми виникла симпатія. Рейхсфюрер всіляко вітав розвиток таких відносин між своїми найближчими співробітниками — тим більше ідеальними в расовому відношенні. 26 вересня 1939 році відбулося їхнє весілля, і фройляйн Хінріхс стала фрау Пайпер. У цьому шлюбі народилося троє дітей: дві доньки — Ельке (народилася 7 липня 1940 року) і Сільке (народилася 7 березня 1944 року) та син Хінріх (народився 14 квітня 1942 року).

## Участь Пайпера у Другій світовій
Ад'ютантські обов'язки обтяжували Пайпера, і він постійно звертався з рапортами з проханням відправити його в діючу армію. Нарешті Гіммлер дав згоду, і 18 травня 1940 року Пайпер був відряджений в Лейбштандарт на свою стару посаду — командира взводу 11-ї роти. У цих боях Пайпер показав себе хоробрим офіцером і 31 травня 1940 був нагороджений Залізним хрестом 2-го класу, а 1 червня він отримав звання гауптштурмфюрера СС.
Під час боїв у Франції місце командира 11-ї роти тимчасово зайняв Йоахим Пайпер. З цього моменту майже вся його подальша кар'єра була пов'язана суто з високомобільними моторизованими і танковими з'єднаннями. До цього часу кампанія вже стрімко просувалася на захід. Французи підписали перемир'я 22 червня, а через три дні Бок повідомив Дітріху, що бойові дій припинено. В цій кампанії «ЛАГ» втратив 111 вбитими і 390 пораненими.
Під час Французької кампанії Пайпера було перший раз поранено — осколок гранати застряг в потиличній області голови, хоча згодом він отримав ще більше поранень, якщо судити по виписці з його солдатської книжки за січень 1945 року: їх було дев'ять.
Після початку кампанії проти СРСР Пайпер знову почав писати Гіммлерові рапорти про відправку на фронт. Рейхсфюрер деякий час був проти, але потім визнав, що істинний есесівець не повинен займатися службою в тилу, в той час як його товариші перебувають на фронті.
1 серпня 1941 року гауптштурмфюрер СС Пайпер повернувся в «Лейбштандарт», який було перетворено на моторизовану бригаду, і був відправлений у штаб до тих пір, доки йому не буде підібрана відповідна посада. Найбільш важкі бої «Лейбштандарт» проводив на вулицях у Херсоні, який німці захопили 19 серпня. Але тут і його успіхи були достатньо серйозними — в бою 16 серпня вони захопили понад 4 тисячі полонених, а 17 серпня — 4,5 тисячі. 20 серпня «Лейбштандарт» було виведено з боїв і деякий час бійці дивізії отримували поповнення і готувались до нового наступу на Північному Кавказі.
4 жовтня Пайпер став командиром 11-ї роти 3-го батальйону. Його першою великою операцією на радянсько-німецькому фронті, на посаді командира підрозділу, стали бої на річці Міус, яку німці форсували 28 жовтня. Трохи раніше — 16 жовтня — «Лейбштандарт» захопив Таганрог. В ході наступу дивізія зазнала значних втрат. До кінця жовтня чисельність рот (в тому числі і роти Пайпера) скоротилася всього до однієї третини особового складу.
17 листопада есесівці почали штурм Ростова-на-Дону і закріпилися у передмісті. Після чотирьох днів важких боїв 21 листопада 1941 «Лейбштандарт» очистив Ростов від військ противника. Тут було захоплено близько 10 тисяч полонених, 159 гармат, 56 танків і 2 бронепоїзди. Правда, утримати місто німцям на цей раз не вдалося, і всього через вісім днів радянські війська в ході Ростовської наступальної операції повернули місто. Німцям довелося з боями відійти до Міуса, де «Лейбштандарт» вступив у затяжні позиційні бої.
До Різдва «Лейбштандарт» зайняв позиції на схід від Таганрога, де дивізія мала провести наступні півроку. У перші місяці 1942 року на цій ділянці фронту настало затишшя, активних дій німці не проводили. Командування навіть не використовувало «Лейбштандарт», коли радянські війська почали в січні наступ на південь від Харкова. Досить тривалий період позиційної війни не міг дати можливості Йохену Пайперу проявити себе. Його найбільш успішними операціями були стрімкі та мобільні прориви і рейди. Тут же йому доводилося  лише утримувати оборону позицій. До того ж, на цій ділянці фронту противник діяв не надто активно.
В кінці травня 1942 року «Лейбштандарт», який зазнав значних втрат у боях, був виведений в резерв у район Маріуполя, а 11 липня 1942 року було отримано наказ вирушати до Франції на поповнення і відпочинок.
1 вересня 1942 року Йоахима Пайпера було нагороджено медаллю «За зимову кампанію на Сході 1941/42 років» Це була єдина нагорода, яку він отримав за бої в 1941-42 роках. Отже, в цей час ніщо не вказувало на якусь стрімку кар'єру Пайпера в СС. Серед бійців «Лейбштандарту» було багато талановитих офіцерів, тому треба було зробити щось вражаюче, щоб виділитись серед них.
У вересні 1942 року командир 3-го СС Август Вільгельм Трабандт пішов на підвищення, а гауптштурмфюрер СС Йоахим Пайпер 20 вересня став його наступником. 3-й батальйон займав особливе місце в полку. Тільки він мав на озброєнні бронетранспортери і завдяки цьому був значно сильнішим і мобільнішим, ніж інші батальйони. Його висока мобільність згодом і зіграла ключову роль у тому, що саме йому почали доручати стрімкі рейди і прориви. В середині жовтня 1942 року «Лейбштандарт» перевели до Нормандії і в операції по окупації Південної Франції дивізія участі не брала. Продовжуючи отримувати нову техніку і поповнення, «Лейбштандарт» поступово перетворився на 1-шу моторизовану дивізію СС «Лейбштандарт СС Адольф Гітлер», а фактично — в танкову дивізію. Саме в цей час танковий батальйон було перетворено в 1-й танковий полк СС, командиром якого пізніше стане Йоахим Пайпер.
В цей час стало зрозуміло, що ніяких операцій союзники у Франції поки що не планують. Паралельно з цим, ситуація на радянсько-німецькому фронті стала критичною. В Сталінграді одній з кращих німецьких армій, яку очолював фаворит Гітлера генерал-полковник Фрідріх Паулюс, загрожувало повне знищення. Виявилося, що операція радянських військ мала на меті не просто знищення сталінградського угруповання, а під знищення потрапляла вся група армії «Південь», що в результаті призвело б до падіння всього Східного фронту Вермахту. 11 січня 1943 року розпочалася передислокація «Лейбштандарту» на Схід в район Харкова, куди він і прибув 27 січня. 30 січня 1943 року Йоахиму було присвоєно звання штурмбанфюрера СС, що відповідало його посаді командира батальйону. З часу минулого присвоєння нового звання пройшло 2,5 роки, що було досить великою перервою.
Коли «Лейбштандарт» прибув на позиції, то зайняв територію на південний захід від Харкова в районі Чугуєва. Проте потужна атака радянських військ на стику позицій «Лейбштандарту» і 320 піхотної дивізії Вермахту розбила порядок в німецькій обороні. Втративши зв'язок із сусідом праворуч, командир «Лейбштандарту» обергрупенфюрер «Зепп» Дітріх відправив на пошуки відрізаної армійської дивізії моторизований батальйон під командуванням Йоахима Пайпера, а сам вирішив пробиватися в напрямку Мерефи, щоб об'єднатися з основними силами та закрити діру в обороні, яка утворилася внаслідок радянського наступу. Бойова група в складі танково-розвідувального батальйону під командуванням Курта «Танка» Меєра на правому фланзі, танкового полку СС в центрі і мотопіхотного полку на лівому фланзі, пройшовши з боями 50 кілометрів, вирвалася з оточення. Тим часом, здійснивши 80-кілометровий рейд по зайнятій противником території, оберштурмбанфюрер Пайпер вивів з оточення своїх людей і уцілілих бійців 320-ї дивізії вермахту, втративши при цьому тільки один бронетранспортер, за що згодом його було нагороджено Лицарським хрестом.
Наступною ціллю був Харків. Основну ударну силу складали бойова група 3-го батальйону 2-го полку Йоахима Пайпепа, яка була відома своїм вмінням атакувати противника зненацька, і танковий полк "Лейбштандарт. Кількома бронемашинами Пайпер встановив контакт з бойовою групою Маєра. Бойова група зайняла важливе перехрестя, до якого сходились головні дороги Харкова. 13 березня бойова група Пайпера розширила плацдарм на річці Харків і в половині другого дня змогла почати наступ по Старомосковській вулиці
14 березня дивізія «Лейбштандарт» продовжувала просуватись вперед, ведучи при цьому важкі вуличні бої і очищуючи від противника квартал за кварталом. Несподівано для офіцерів «Лейбштандарту», частини радянських військ, що відступали, перерізали шосе на північ від Харкова. Виникла реальна загроза удару з тилу. Після підходу танків «Мертвої голови» і мотопіхотного батальйону Пайпера ситуація докорінно змінилася: Червона армія відступила, а німці продовжили наступ. Харків не витримав після триденних вуличних боїв. В 16:45 штаб танкового корпусу СС отримав звістку, що їхні війська зайняли весь центр міста і закріпились там. Ваффен СС святкували свою найбільшу перемогу на Східному фронті, заплативши за неї 11 000 життів.
За великий вклад дивізії у захопленні Харкова на її честь було перейменовано головну площу міста, яка отримала назву «Лейбштандарт платц».
Після захоплення Харкова бої не припинилися. Тепер основним завданням було зміцнити фронт. Для цього частину військ було перекинуто на північ, щоб захопити Білгород. Основу групи складали частини дивізій «Гроссдойчланд», «Мертва голова» та «Лейбштандарт». 18 березня 1943 року бійці Пайпера вступили у  Білгород і лінія німецької оборони на харківській ділянці фронту була повністю відновлена. 29 березня «Лейбштандарт» було виведено у резерві розміщено в районі Харкова для відпочинку і поповнення. Було підведено підсумки операції і вручено нагороди. Командування високо оцінило дії Пайпера в ході взяття Харкова, тому 6 травня 1943 його було нагороджено Золотим Німецьким хрестом. Таким чином, бої в районі Харкова зимою 1943 року принесли Йоахиму Пайперу нове звання і відразу дві нагороди, які високо цінувались в армії.
Про свою службу на радянсько-німецькому фронті Пайпер згадував: «Досить довго я командував 3-м батальйоном 2-го моторизованого полку „Лейбштандарт“. Це з'єднання прославилося своїми нічними боями і отримало популярність в дивізії і корпусі як „батальйон паяльної лампи“. Наші війська використовували цей інструмент взимку, щоб перед боєм розігрівати двигуни наших бронетранспортерів, нагріти швидко воду для обіду і для багатьох інших речей. Солдати на бронетранспортерах навіть використовували паяльну лампу як тактичний символ батальйону. Після війни, під час слідства, цю назву було перекручено з „батальйону паяльної лампи“ на „батальйон підпалів“. Слідчі трактували назву так, ніби паяльні лампи використовувалися, щоб підпалювати будинки. Насправді, наші бронетранспортери мали звичай атакувати противника на повній швидкості. Оскільки російські будинки здебільшого мали солом'яні дахи, вони дуже часто загоралися під час бою. Це твердження було ще однією спробою заплямувати репутацію військ СС».
При підготовці операції «Цитадель» 2-му танковому корпусу СС, до складу якого входив і «Лейбштандарт», була дано завдання нанести головний удар на південному напрямі Курської дуги. Вранці, 4 липня 1943 року «Лейбштандарт» перейшов в наступ.
В ході цієї операції найважчі бої припали на танковий полк «Лейбштандарт». Проте моторизовані з'єднання також взяли активну участь в боях, причому батальйон Пайпера, як найбільш мобільна частина 2-го моторизованого полку СС, постійно діяв в авангарді моторизованих частин дивізії. Під час однієї з операцій Пайпера було поранено прямо в центрі битви, а сам дістатись в тил він не міг. Для визволення Пайпера було відправлено два танки, але дістатись до цілі зміг лише один. Після цього на танку було нараховано 17 попадань протитанкових гармат.
13 липня в зв'язку з безперспективністю Гітлер призупинив наступ, а через чотири дні операцію «Цитадель» було остаточно припинено. За дев'ять днів боїв дивізія втратила майже 30 % особового складу. Рудольф Ріббентроп дав таку оцінку операції «Цитадель»: «Озираючись назад, приходиш до висновку, що операція „Цитадель“ була помилкою. Вона була розпочата в невірний відрізок часу, тобто надто пізно, і з дуже слабкими силами. На ділянках, де противник очікував атаки, виснажили свої сили як раз тільки що оновлені танкові дивізії, яких тепер бракувало для відбиття контрнаступу, який проводився гігантськими силами росіян. Великі тактичні успіхи, досягнуті танковим корпусом СС в якості основної групи наступу, не могли приховати того факту, що „Цитадель“ закінчилася важкою поразкою. Контрнаступ росіян відкинув німецький фронт далеко назад, знову привівши його на межу краху. Передумова для укладення миру, як це бачив Гітлер, не була створена. Відсутність уяви, без якої розроблялася операція „Цитадель“, стала відтепер характерною ознакою дій німецького керівництва аж до остаточного настання катастрофи».
Після завершення операції «Цитадель» «Лейбштандарт» було виведено з фронту, а вже 12 липня 1943 року в Сицилії відбулася висадка союзників. Спротив італійців було придушено, а Муссоліні зміщено. Виведений зі Східного фронту «Лейбштандарт» мав запобігти падінню Апеннінського півострова. Гітлер боявся, що нова влада маршала Бадольо може перекрити альпійські перевали, і наказав частинам «ЛАГ» розташуватися на Бренненському перевалі.
18 вересня 1943 року Пайпер разом зі своїм батальйоном був направлений в Кунео. Його основним завданням було роззброєння італійських військ, яких на цій ділянці зосереджувалось достатньо багато. В той же час до Пайпера прибув італійський підполковник, представник штабу 4-ї італійської армії, який в ультимативній формі вимагав, щоб німці протягом 24 годин залишили Кунео, в іншому випадку — їх буде знищено. У відповідь Пайпер заявив підполковнику, що італійська армія повинна негайно скласти зброю.
Пайперу протистояла 4-та італійська армія, сили якої значно перевищували німецькі. До того ж, вона користувалася широкою підтримкою серед місцевого населення. Іншою проблемою було те, що в шести кілометрах від Кунео знаходилось містечко Бове, яке було одним з центрів партизанського руху. Вранці 19 вересня Пайпер відправив у Бове на «Кюбельвагені» обершарфюрера СС Карла Віцорека і унтершарфюрера СС Курта Бутенхоффа. Їхнім завданням було знайти італійський військовий склад, щоб по можливості поповнити запаси палива і роздобути якесь трофейне спорядження для батальйону Пайпера, який завжди при зручній нагоді використовував трофейне спорядження і техніку. Коли Віцорек і Бутенхофф прибули до місця призначення, то вони побачили, що італійські військові, які теоретично вважалися інтернованими, переносили у вантажівки боєприпаси і продовольство. Есесівців відразу ж взяли під варту, вивезли з містечка і утримували в сараї.
Люди Пайпера довідалися від місцевої поліції, що двох німців відвезли в табір, який розташований в горах. При спробі організувати пошуки вони потрапили у засідку. З боями їм вдалося відірватися від противника і дістатися до Бове, куди згодом прибув і сам Пайпер з 13-ю і 14-ю ротами свого батальйону.
Після війни Пайпер так описував дані події: "З будинків і з найближчих пагорбів по нам відкрили вогонь з гвинтівок і кулеметів, а зверху полетіли ручні гранати, які були дуже небезпечними для відкритих «Ханомагів». Кілька людей було поранено, кілька вбито, кулі пробили в декількох місцях мій мундир, а рація була знищена. Тоді я вирішив відійти, а потім віддав наказ 150-мм самохідним артилерійським установкам «Гриль» відкрити вогонь по тій частині села, де знаходився противник. Кілька будинків загорілися, що використали італійські солдати, які разом з мирними жителями залишили цю частину селища «.
Пайпер вирушив на пошуки тіла загиблого в ході боїв офіцера, але італійці відкрили вогонь з мінометів. Пайпер знову наказав артилерії відкрити вогонь, після чого італійці відступили. Після проведення операції загін Пайпера повернувся в Кунео, а загін самохідних артилерійських установок „Гриль“ залишився в Бове, де знищив боєприпаси і спорядження, які там залишились.
В ході „інциденту в Бове“ загинуло, за різними даними від 23 до 34 мирних жителів, в чому після війни було звинувачено Пайпера. 1965 року проти нього, а також Ерхарда Гюрсу і Отто Дінзе було висунуто звинувачення в необґрунтованих вбивствах мирних жителів. Однак суд не знайшло в їхніх діях складу злочину і за рішенням міністра юстиції ФРН справу 23 грудня 1968 було закрито.
В Італію прийшли накази про нові нагороди Пайпера: 7 вересня 1943 він отримав пряжку „За ближній бій“ в бронзі, а вже 20 жовтня — в сріблі.
З Італії дивізію знову було відправлено на Східний фронт, де Червона армія вже повернула Харків та створила загрозу взяття Києва. Переїзд через всю Європу зайняв три тижні, і 15 листопада 1943 року частини „Лейбштандарту“ завдали удару по наступаючим радянським військам на південь від Києва. Особливо кровопролитні бої відбулися я в районі міста Брусилів. Дивізії все ж вдалося зломити опір противника, і 19 листопада „Лейбштандарт“ разом з дивізією СС „Дас Рейх“  захопив Житомир. Але в цілому, попри окремі успіхи, на той час стратегічна ініціатива вже перебувала у руках Червоної Армії.
20 листопада 1943 року помер від ран командир 1-го танкового полку СС „Лейбштандарт СС Адольф Гітлер“ оберштурмбанфюрер СС Георг Шенбергер. В ході бою в районі Брусилова його було важко поранено осколками гранати. Командування вирішило, що найкращою кандидатурою для заміни загиблого офіцера буде 28-річний Йоахим Пайпер. Те, що командування високо цінувало його командні якості, підтверджує і той факт, що до моменту призначення на нову посаду Пайпер все ще носив звання штурмбанфюрера СС, а призначення штурмбанфюрера командиром полку було досить нечастим явищем, навіть в умовах військових дій.
У грудні 1943-го дивізія вела бої в районі Житомира, де 13 грудня радянські війська почали великомасштабний наступ на Дніпровській дузі і незабаром відновили свій контроль над Житомиром і Коростенем. У січні 1944 року „Лейбштандарту“ довелося вести важкі бої в районі Вінниці, причому тут знову відзначився Пайпер і його 1-й танковий полк СС. 27 січня 1944 року Пайпер отримав дубове листя до Лицарського хреста, ставши 337-м кавалером цієї нагороди в Німеччині, і через три дні йому присвоєно звання оберштурмбаннфюрера СС.
Успіхи німецької армії були короткотривалими і не змогли серйозно вплинути на успішне просування радянських сил. Наприкінці січня 1944 року велике угруповання німецьких військ потрапило в котел в районі Корсунь-Шевченківського, який отримав у німців назву Черкаського котла. У кільці виявилося близько 60 тисяч чоловік, в тому числі дивізія СС „Вікінг“. Розуміючи безнадійність ситуації, 6 лютого Гітлер дав згоду на вихід з Черкаського котла. Тому Манштейн розробив план пробиття до оточених військ і знищення сил, які формують кільце. „Лейбштандарт“ був включений до складу деблокуючого угруповання і в ніч на 16 лютого 1944 року розпочав наступ з боку Вінниці і в районі Умані.
У березні частини військ СС знову потрапили в котел — тепер уже настала черга „Лейбштандарту“. В результаті наступу 1-го і 2-го Українських фронтів майже вся 1-а танкова армія» опинилася в кільці в районі Кам'янець-Подільського. 27 березня було нанесено деблокуючий удар, назустріч якому рушили дивізії СС «Лейбштандарт» і «Рейх». Очолював його танковий полк Пайпера. Через 9 днів боїв був пробитий коридор, по якому оточене угрупування змогло вийти на захід і уникнути знищення. Після участі в цій операції «ЛАГ» поніс важкі втрати. Тепер в дивізії нараховувалось всього 41 офіцер і 1118 унтер-офіцерів та солдат. В такій ситуації, 18 квітня «Лейбштандарт» покинув Східний фронт і був відправлений в Бельгію на відпочинок та поповнення. До червня сили полку Пайпера було відновлено і він став вже досить потужною військовою одиницею.
6 червня 1944, після висадки союзників у Нормандії, туди почалася передислокація «Лейбштандарту». В середині липня «Лейбштандарт» було переведено в район Бургебюс, де бійці успішно відбили атаку британських танків. Найбільш важкі бої для дивізії відбулися біля  Кану, після яких вона втратила значну кількість танків та штурмових гармат. До того ж, наприкінці липня Пайпер серйозно захворів і його було евакуйовано для лікування, тому його танковому полку довелося брати участь у боях без нього. Фактично Пайпер був відсутній всю другу частину Нормандської кампанії. Про те, наскільки високо командування цінувало Пайпера, свідчить наступний факт. Коли на початку серпня війська союзників почали успішний наступ на Авранш, їм назустріч було відправлено «Лейбштандарт». Однак дивізія сильно затрималася і змогла вступити в бій тільки 7 серпня. Затримка сталася через те, що деякі командири танкового полку заблукали на вулицях міста.
У серпні 1944 року дивізія брала участь в танковій битві біля Мортаньє, а потім відступила до Аржентану. Ще до початку вересня 1-й танковий полк СС, що втратив всю свою техніку і більшу частину особового складу, фактично перестав існувати, а вся дивізія була об'єднана в бойову групу.
Для відпочинку і поповнення «Лейбштандарт» вивели в район на схід від Маасу, і до початку наступу німецьких військ в середині грудня 1944 «ЛАГ» практично повністю відновив свої сили.
Попри те, що в бойовій біографії Йоахима Пайпера було багато боїв і вдалих операцій, найвідомішими стали дії його групи під час зимового наступу німецьких військ в Арденах наприкінці 1944 року.
На початку грудня 1944 року німецьке командування остаточно затвердило план нового наступу на Заході, який отримав назву «Варта на Рейні» («Wacht am Rhein»). Головний удар мала нанести 6-та танкова армія СС, куди входив 1-й танковий корпус СС. Його завданням був прорив оборони противника в секторі Холлерат — Кревінкель і подальший наступ на Масс.
Передбачалося, що удар буде завдано бойовими групами 1-го танкового корпусу СС. Сформовану в складі «Лейбштандарту» групу очолив Йоахим Пайпер. На його честь вона отримала назву «Бойова група Пайпер» («Kampfgruppe Peiper»). Їй потрібно було наступати по маршруту, позначеному як «Шосе D». За нею повинні були виступити бойова група «Лейбштандарт», «Зандіг» і штаби 1-ї танкової дивізії СС і 1-го танкового корпусу СС.
14 грудня на нараді в Тондорфі командир 1-ї танкової дивізії СС Вільгельм Монке ознайомив Пайпера з його майбутнім завданням — завдати удару в районі Ейфеля. Після наради було визначено остаточний склад бойової групи «Пайпер», основу якої склав 1-й танковий полк СС, що знаходився під командуванням Пайпера.
До початку наступу бойова група Пайпера нараховувала приблизно 90 танків: 35 танків PzKpfw V «Пантера», 35 танків PzKpfw IV «Тигр» та 20 «Королівських тигрів».
15 грудня Пайпер зібрав нараду і повідомив командирам їхні завдання. Першими повинні були рухатися дві роти «Тигрів», за ними — дві роти «Пантер». Поруч з танками повинні були рухатися дві роти мотопіхоти на бронетранспортери. За ними — артилерійський дивізіон і саперні частини, а замикати колону мав 501-й важкий танковий батальйон з «Королівськими тиграми».
Отримавши повідомлення про прорив оборони американців на південь від Лосгейму, Пайпер негайно відправив туди 10-ту роту. Не дивлячись на те, що сапери були в хвості колони, Пайпер наказав йти прямо через мінні поля, заплативши декількома танками за виграш часу, і увійшов в Ланцерат.
Вранці 17 грудня бойовій групі Пайпера вдалося вклинитися вглиб американських позицій на 50 км. Дві роти «Пантер», дві роти PzKpfw IV і батальйон «Королівських тигрів» дивізії «Лейбштандарт СС Адольф Гітлер» завдали удару в напрямку на Ставло. З аеродромів піднялися в повітря військово-транспортні літаки люфтваффе Ju-52 завдяки яким було перекинуто десант в район Мальмеді.
Після артобстрілу передові підрозділи бойової групи залишили Бюллінген і відповідно до загального плану наступу повернули на південний захід до Медершейду. Здолавши слабку американську частину, яка обороняла це селище, Пайпер рушив далі. Вийшовши на шосе біля Боньє, німці атакували американську колону внаслідок чого близько 125 американців здалися в полон. Приблизно в 14:00 почалися перші вистрілили, одразу після чого німці відкрили вогонь з кулеметів і більшість полонених було вбито. Проте значна кількість американців вижили і змогли втекти в ліс.
Сьогодні важко встановити, що саме тоді відбулося. Версія, яка з'явилася на трибуналі в Дахау викликає сумніви. Згідно неї, смерть американських солдатів була результатом спланованого вбивства. Більшість фактів, які розглядалися як істинні на трибуналі, виявилися сфальсифікованими. Американська розслідувальна група оперувала фактами, які були отримані в результаті тиску, імітацій страт, побиттів, що породжує сумніви в доказах. Найімовірніше, «бійня в Мальмеді» була нещасним бойовим випадком. Можливо, вогонь почався тоді, коли хтось із полонених намагався втекти. З цієї причини хтось вистрелив, а коли почалася загальна паніка з обох сторін, гренадери відкрили вогонь з кулеметів. Закінчилось це умисним порушенням законів війни, коли деякі гренадери втратили контроль і почали добивати полонених. Солдати цієї ж частини здійснили вбивство кількох десятків мирних жителів у Ліньєвілі. З іншої сторони, ті ж люди взяли в полон багато американців не використовуючи лишнього насильства і відносилися мирного населення доволі коректно. Така поведінка може бути пояснена тим, що молоді недосвідчені солдати не змогли взяти себе в руки, зіткнувшись з реаліями бою.
Вранці 18 грудня американці як і раніше утримували фронт на лінії Моншау — Ельзенборн — Мальмеді. Успішний наступ лівого флангу німецької армії продовжувався: бойова група Пайпера перебувала на півдорозі до Маасу, а штурмові загони вели вуличні бої в Ставло. Об 11:00 танки Пайпера увійшли в Труа-Пон. Тут американці дали перший по справжньому серйозний опір з початку операції «Варта на Рейні». Есесівці Пайпера відступили до селища Ла-Глез і зайняли кругову оборону.
До цього часу ще більше загострилася ситуація з пальним, через відсутність якого Пайпер фактично втратив мобільність та можливість вести активні наступальні дії. Тому група була змушена перейти до оборони. Пайпер відвів свої війська назад до Стумону, де знаходилась його штаб-квартира. Такий маневр дав йому змогу сильно зменшити лінію фронту, що було на руку його війську. До цього часу американське командування зрозуміло небезпеку таких дій і почало відразу вживати заходів.
20 грудня Пайпер отримав довгоочікуване поповнення — 2-й батальйон 2-го моторизованого полку СС зі складу бойової групи «Зандіг». В цей же час американці направили три оперативні групи до Стумону, Боргумону і Ла-Гляйце. Попри певні невдачі, американцям вдалося виконати головне завдання — група «Пайпер» була повністю відрізана від основних частин 1-го танкового корпусу СС.
Найбільш логічним у цій ситуації був прорив бойової групи «Пайпер» з оточення назустріч основним частинам «Лейбштандарту». Тому, в такій ситуації Пайпер вирішив залишити позиції під Стумоном.
До вечора 22 грудня ситуація з пальним, продовольством і боєприпасами стала просто катастрофічною. В цілому невдалою була і операція Люфтваффе. 20 літаків в районі восьмої вечора зробили спробу скинути вантаж для Пайпера, але льотчики скинули більшу частину вантажу над Стумоном, де в цей час були вже не німці, а американці.
На ранок 23 грудня американці ще більше посилили тиск, сконцентрувавши під Ла-Гляйце значну кількість артилерії. Вночі Пайпер був змушений здати Стумон і Шеньє. У штабі корпусу все ще не до кінця точно уявляли собі положення, в якому опинився Пайпер. В результаті Пайпер отримав досить дивний наказ: йому пропонувалося прориватися з боями на схід, вивівши з оточення техніку, яка ще залишилась цілою. Проте техніка була практично повністю паралізована через відсутність пального, боєприпасів для повномасштабного бою також бракувало, значне число полонених сковувало можливість маневру. Єдиним шансом на порятунок могла бути тільки спроба вийти до своїх, ухиляючись зіткнень з противником, кинувши всю техніку, а також полонених і поранених. В складі бойової групи «Пайпер» залишилося лише близько 800 боєздатних бійців, без важкої техніки — фактично піхотний батальйон.
24 грудня залишки групи «Пайпер» рушили пішки на південь. У Ла-Гляйці залишилася невелика команда, якій було доручено знищити знерухомлену техніку (25 танків, 50 напівгусеничних бронетранспортерів і бронемашин, артилерійські гармати), близько 170 американських полонених і близько 300 поранених німців. При цьому Йоахим уклав угоду з полоненим майором Маккоуном про те, що німецькі поранені після одужання повинні бути звільнені. Взамін він залишив вільними в Ла-Гляйці американських полонених.
Попри всі зусилля, повністю оминути американські війська Йохену не вдалося. Вже пізно ввечері німці дійшли до району Рошеленвалем, де потрапили під кулеметний вогонь. Однак позиції «Лейбштандарту» були вже близько, тому солдати групи «Пайпер» змогли нарешті зустрітися зі своїми. Загалом, операція по виходу з Ла-Гляйце була проведена блискуче — з 800 чоловік до німецьких позицій вийшло 770, тобто втрати склали всього 30 чоловік. Останні солдати групи «Пайпер», які прикривали відхід основних сил, дістались до своїх 25 грудня.
Втрати Пайпера в цій операції склали до 45 танків, дві артилерійські батареї, понад 60 одиниць напівгусеничної бронетехніки, не рахуючи колісних машин, зенітних самохідних установок і важких мінометів.
26 грудня 1944 року бойова група «Пайпер» була офіційно розформована, а підрозділи, що до неї входили були повернені до своїх частин. Одночасно 1-й танковий полк СС Пайпера було відправлено на відпочинок і поповнення. 28 грудня 1944 року Йоахим Пайпер був тимчасово відсторонений від командування полком і зарахований в штаб 1-ї танкової дивізії СС командиром для особливих доручень.
За цей рейд Пайпер заробив Мечі до Лицарського хреста з дубовим листям і погану славу «вбивці з Мальмеді».
15 лютого 1945 року він знову очолив частково відновлений 1-й танковий полк СС (в який входив і «Лейбштандарт») і залишався його командиром вже до кінця війни. Наступною великою операцією, в якій брав участь «Лейбштандарт», стала спроба деблокувати оточене в районі Будапешту велике угруповання військ. Хоча «Лейбштандарту» і вдалося добитись деяких успіхів, але врятувати будапештське угруповання виявилося неможливим. 11 лютого залишки оточених в Будапешті дивізій СС «Флоріан Геєр», «Марія Терезія» і «Хорст Вессель» пішли на прорив — до позицій німецьких військ вийшло близько 800 есесівців.
Не дивлячись на повну безперспективність, Гітлер віддав наказ провести нову наступальну операцію в районі озера Балатон, яка отримала назву «Пробудження весни». Ця операція стала хорошим прикладом тактичних здібностей Йоахима Пайпера. У лінії наступу «Лейбштандарту» бойова група Пайпера вклинилася вглиб ешелонованих оборонних позицій Червоної Армії на 72 км. 11 березня німецькі танки наблизилися до Будапешту на відстань 40 км, але далі просунутися не змогли. Проте, через надзвичайно сильний спротив радянських військ, елітні дивізії СС так і не змогли досягти успіху. Наступ Червоної Армії, що почався 16 березня з району на захід від Будапешту, вже через тиждень відкинув німців до початкових позицій. Опинившись під загрозою оточення командир дивізії «Вікінг», оберфюрер Карл Ульріх, віддав несанкціонований Гітлером наказ про відступ. «Лейбштандарт» також мало не потрапив в оточення і 18 березня почав з боями відступати в напрямку австрійського кордону.
Почувши про те, що есесівські дивізії в Угорщині відступили без наказу зверху, Гітлер наказав позбавити їх розпізнавальних знаків на уніформі. Серед частин, які були так покарані, була і улюблена дивізія Гітлера — «Лейбштандарт СС Адольф Гітлер». Гіммлер особисто поїхав в Угорщину, щоб прослідкувати за виконанням наказу. Як відмічав Гудеріан, ця поїздка не принесла йому додаткової популярності у військах СС.
За час боїв Пайпер був неодноразово поранений і отримав золотий знак «За поранення», зумівши при цьому залишитися в строю, що було досить рідкісним випадком.
З перших днів квітня 1945 року Пайпер воював проти радянських військ поблизу Відня. Німцям вдавалося утримувати австрійську столицю до 13 квітня, але потім останні частини СС було вибито з Відня. До кінця війни залишалися лічені дні, і саме тоді, 20 квітня 1945 року, Пайпер отримав своє останнє звання — штандартенфюрера СС.
В останні дні війни він здійснив разом  із залишками свого полку перехід з Сент-Пельтена в Кремс, де здався американським військам.

## Життя після війни
У травні 1945 року Йоахим Пайпер здався американським військам. Після війни вони вирішили провести процес по справі вбивства військовополонених в Мальмеді. На цей процес, який проходив в Дахау, були виведені на лаву багато командирів військ СС, в тому числі і ті, хто до подій в Мальмеді майже не мали відношення. Йоахим Пайпер став головним фігурантом у цій справі.
Слідство з самого початку зіткнулося з серйозними труднощами, адже показання свідків були дуже суперечливими і відрізнялися одне від одних. Попри всі зусилля американців і десятки томів кримінальних справ, досі неможливо відновити точну картину подій 17 грудня 1944 року. З самого початку американці висунули версію, що ці події були наслідком ретельно спланованого вбивства. Слідчі і звинувачення цілеспрямовано дотримувалися цієї лінії, навіть не дивлячись на те, що в багатьох випадках на процесі були використані сфальсифіковані докази. Під час слідства американці застосовували по відношенню до свідків жорстокі методи допиту. Наприклад, психологічний тиск, побиття, організовували фейкові суди і страти. Тому процес, який проходив в Дахау, значною мірою ґрунтувався на фальшивих доказах і нічого спільного зі справедливим американським правосуддям не мав.
Свідчення Пайпера були такими: «Я можу пригадати, що серед паперів був наказ по 6-й танковій армії СС. Там говорилося, що в зв'язку з критичним становищем нашого народу, наші війська мають нести хвилю терору і жаху. Далі зазначалося, що німецький солдат повинен пам'ятати про незліченні жертви повітряного терору союзників. Я майже впевнений, що в наказі було підкреслено, що військовополонені, якщо того вимагатимуть обставини, повинні бути розстріляні. Цей наказ був включений в полкові накази».
На подібних, зроблених під тиском заявах, без надання реальних текстів наказів і ґрунтувалися американські звинувачення.
Слідство, яким керували полковник Розенфельд і 1-й лейтенант Перль, абсолютно проігнорувало той факт, що попри всі зусилля, йому не вдалося виявити ніяких документів, які б підтверджували наявність наказів німецького командування про знищення військовополонених. Цікаво також те, що подібні накази були наявні в деяких частинах Армії США.
У день відкриття процесу — 16 травня 1946 року — головний обвинувач підполковник Бертон Елліс заявив, позначивши позицію звинувачення: «Солдатам дивізії СС „Адольф Гітлер“ наказували змагатися між собою і удосконалювати свою майстерність, стріляючи в полонених. Кожен з обвинувачених був гвинтиком в гігантській машині вбивств».
На суді більшість підсудних, в тому числі і Пайпер, відмовилися від даних на слідстві свідчень.
Про дотримання будь-яких прав підсудних і дотриманні законності мова не йшла. Тим більше коли справа стосувалася солдатів СС, оголошених союзною пропагандою злочинцями. 17 липня 1946 було оголошено вердикт військового трибуналу: 43 підсудних були засуджені до смертної кари через повішання, 22 — до довічного тюремного ув'язнення, двоє — до 20 років тюремного ув'язнення, один — до 15 років і п'ятеро — до 10 років в'язниці. Головний фігурант Йоахим Пайпер був визнаний винним в розстрілах військовополонених і засуджений до смертної кари.
Але на захист підсудних став адвокат з Атланти підполковник Вільям Еверет-Молодший, який навіть використав власні кошти, щоб продовжити розслідування. Він знайшов докази того, що до багатьох обвинувачених в ході слідства застосовувалися не тільки побиття, а й тортури: під нігті заганяли палаючі сірники, гасили об тіло цигарки, у деяких були зламані щелепи.
6 червня 1948 року Пайпер під присягою дав показання про методи ведення слідства. На першому ж допиті у слідчому відділі 3-ї американської армії йому заявили, що він для американських солдатів «ворог № 1». У вересні його повернули в Оберурзель і організували зустріч з тими, хто пережив розстріл, але допиту не вели. Одного разу він провів 24 години в камері при мінусовій температурі. Його перевели в Циффенгаузен, де допит вів старший лейтенант Перл.
Він вів його так, ніби американський суд вже визнав Пайпера винним і потрібно було лише, щоб він сам взяв на себе відповідальність за злочин. Відправлений на п'ять тижнів в камеру, не маючи можливості ні вмитися, ні поголитися, позбавлений на два дні їжі, Пайпер погодився за умови, що його люди будуть звільнені. Йому відмовили. Пайпер також говорив, що лейтенант Перл сказав, якщо той вибере самогубство, залишивши записку про свою повну відповідальність, то Перл засвідчить його повну непричетність до розстрілу".
Зрештою Еверету вдалося добитися того, що 29 липня 1948 року комісія Сенату США з питань збройних сил ухвалила рішення про перегляд справи. 31 січня 1951 року рішенням головнокомандувача американськими збройними силами в Європі генерала Томаса Хенді шести ув'язненим, в тому числі і Пайперу, замінили розстріл довічним тюремним ув'язненням. До інших ці заходи було застосовано ще раніше.
У жовтні 1952 року Йоахим Пайпер писав з в'язниці Паулю Хауссеру: «Сім з половиною років тому, коли ми вперше потрапили в світ колючого дроту, ми були як діти, що вночі втратили матір. Ми росли і дорослішали серед простих понять фронту і виявилися не здатними вловити нові правила гри. Хтось сказав, що правосуддю, осліпленому гнівом, очі відкриє правда. Але він помилився, і скоро ми зрозуміли, як мало залишається від правосуддя, коли демагогічна мета вимагає намалювати на стіні криваве чудовисько. Наша сумлінність була так само велика, як наше невігластво. Держава навчила своїх дітей тільки одного: стріляти.
Ми ніколи не стикалися зі зрадою і не знали, як себе вести. Ще вчора ми були частиною Вермахту; сьогодні від нас відреклися, віддали на розправу натовпу. Ми, які до того знали лише тінь інстинкту самозбереження, тепер мали звикати до криків „тримай злодія!“ і до звинувачень жалюгідних персонажів, які намагалися піднятися за рахунок власної підлості. Чи знайшовся хоч один, чия віра в Німеччину не похитнулася? Хто не замкнув уста в презирстві?»
У цьому досить великому листі є й рядки, з яких випливає, що Пайпер був цілком свідомим послідовником нацизму. Тут він досить чітко говорить про місію вермахту і перш за все військ СС. До кінця життя Пайпер залишався нацистом і лютим антикомуністом: «Безглуздість періоду наших страждань майже непомітно наповнювалася значенням і розумінням, а в світі в цей час відбувалися великі зміни. Ставало дедалі очевиднішим: колосальні жертви нашого народу були виправдані. Що б зараз було з розірваним на частини Заходом, якби не барикади з німецьких тіл? Їх історичну роль стало неможливо більш ігнорувати. Передній край східної битви пройшов по широкій дузі від Фінляндії до Кавказу. Представники нашої культури несуть уздовж неї мовчазну вахту. І хоча їх могили зрівняли з землею, і багато націй досі соромляться своїх найблагородніших синів, тільки цьому авангарду вони повинні дякувати за те, що танки спадкоємців Чингісхана не дійшли до самої Атлантики».
У грудні 1956 року, відбувши 10 років ув'язнення у в'язниці Ландсберг, Йоахим Пайпер був звільнений з в'язниці і зміг зустрітися з сім'єю. У січні 1957 року він був прийнятий на роботу на завод фірми «Порше». У 40 років йому довелося заново починати життя. Спочатку кавалер однієї з найвищих нагород за хоробрість мив машини, потім став продавцем, а в уже березні того ж року його перевели до відділу технічних продажів — учнем. Тепер він міг зняти квартиру і виписати до себе дружину Зігурд і дочок Ельке та Сільке.
Пайпер намагався жити не як людина із жахливою плямою в минулому, а як звичайний чесний громадянин. Знайти справу, яка припала би до душі, йому так і не вдалося. Спроби зробити хоча б якусь кар'єру провалилися. Тільки він підіймався вище, як його одразу ж повертали на землю. Його характер також цьому сприяв: він був надто гордий і високо цінував себе.
На нього почалися напади, і незабаром недоброзичливці використовували «залізний» аргумент, пригадавши про військові злочини Пайпера. «Порше», сам забруднений співпрацею з нацистами, вирішив не ризикувати і в 1961 році розірвав контракт з Пайпером. Йохен подав до суду, але той визнав за «Порше» право звільнити Пайпера і лише присудив йому компенсацію в розмірі піврічного окладу. Після цього Пайпер працював незалежним рекламним агентом, а потім влаштувався в фірму Макса Морітца, дилера автофірми «Фольксваген» в Ройтлінгені, менеджером з реклами. Але і звідси йому також довелося звільнитися в результаті розгорнутої лівими кампанії.
У 1968 році Італія звернулася до німецької влади з проханням видати Пайпера для проведення судового процесу по справі вбивства мирних жителів в Бове. Справа була передана на розгляд Штутгартському суду, який, розглянувши обставини справи, не знайшов у них необхідних доказів і у видачі відмовив.
Опинившись в атмосфері цькування, Йохен Пайпер вирішив покинути Німеччину. Ще з часів кампанії 1940 він зберіг найкращі спогади про район Лангр. Тепер він вирішив переїхати сюди назавжди. В результаті Пайперу вдалося влаштуватися у Франції. Свій власний будинок Пайпер почав будувати високо на березі річки, далеко від інших будинків. Тепер сім'я Йохена Пайпера жила в невеликому заміському будинку в Траве.
Майже 16 років Пайпер прожив у Франції, загалом досить спокійно, хоча погрози письмово і по телефону йому все ж надходили. У червні 1976 року Пайпера впізнав власник лавки в Весулі, комуніст Поль Кашо. Він і передав ці дані своїм товаришам по партії. Комуністична преса Франції одразу розгорнула кампанію цькування Пайпера, пригадавши йому Мальмеді. 22 червня 1976 року комуністична газета вийшла із заголовком «Що робить цей нацист у Франції!» Все це супроводжувалося вимогами вигнати Пайпера з Франції. У Траве роздавали листівки, в яких Пайпер був названий військовим злочинцем.
Пайпер, побоювався за життя своїх близьких, тому відправив сім'ю в Німеччину, а сам залишився. Увечері 13 липня Пайпер побачив дюжину чоловіків, які підходили до його дому. Пайпер завжди мав при собі зброю, тому почав відстрілюватись. Тоді будинок підпалили. Там і було знайдено обгоріле тіло
Слідство не змогло на 100 % встановити, що знайдене тіло належить Йоахиму Пайперу, розтин не проводився. Чиновники зробили все можливе, щоб загальмувати подальше розслідування цієї справи. Хоча слідство і тривало майже півроку, місцеві говорили, що ніхто нічого не знав і не бачив. Його слова, які він сказав Чарльзові Вітінгу перед від'їздом до Франції, виявилися пророчими: «Я сиджу на бочці з порохом. Елліс, Кемпнер і Візенталь — всі вони намагалися домогтися мого засудження. Одного разу хтось придумає ще один „злочин“ і ця бочка вибухне. І тоді все буде скінчено».

## Звання
- СС-Унтерштурмфюрер (20 квітня 1936)
- СС-Оберштурмфюрер (30 січня 1939)
- СС-Гауптштурмфюрер (1 червня 1940)
- СС-Штурмбаннфюрер (30 січня 1943)
- СС-Оберштурмбаннфюрер (30 січня 1944)
- СС-Штандартенфюрер (20 квітня 1945)

## Нагороди
- Німецький кінний знак в бронзі або сріблі
- Рятувальна медаль (1933) в золоті
- Почесний кинджал СС (1936)
- Медаль «У пам'ять 13 березня 1938 року»
- Медаль «У пам'ять 1 жовтня 1938» із застібкою «Празький град»
- Залізний хрест
  - 2-го класу (31 травня 1940)
  - 1-го класу (1 липня 1940)
- Штурмовий піхотний знак в сріблі
- Медаль «За зимову кампанію на Сході 1941/42»
- Спортивний знак СА
- Кільце «Мертва голова»
- Лицарський хрест Залізного хреста з Дубовим листям та Мечами
  - Лицарський хрест (9 березня 1943) як штурмбаннфюрер СС і командир III батальйону 2-го панцергренадерського полку СС «Лейбштандарт СС Адольф Гітлер»
  - Дубове листя (№ 377) (27 січня 1944) як штурмбаннфюрер СС і командир 1-го танкового полку СС «Лейбштандарт СС Адольф Гітлер»
  - Мечі (№ 119) (11 січня 1945) як оберштурмбаннфюрер СС і командир 1-го танкового полку СС «Лейбштандарт СС Адольф Гітлер»
- Німецький хрест в золоті (6 травня 1943) як штурмбаннфюрер СС і командир III батальйону 2-го панцергренадерського полку СС «Лейбштандарт СС Адольф Гітлер»
- Нагрудний знак ближнього бою в сріблі (1943)
- Нагрудний знак «За танкову атаку» в сріблі «50» або «75»
- Медаль «За вислугу років у СС» 4-го і 3-го ступеня (8 років)
- Нагрудний знак «За поранення» в сріблі